# La Liga de 1993–94
A La Liga de 1993–94, foi a 63ª edição da La Liga. O Barcelona se sagrou campeão, seguido por Deportivo de La Coruña (2°), Zaragoza (3°) e Real Madrid (4°).

## Participantes
| Equipe              | Cidade                 | Estádio                   |
| ------------------- | ---------------------- | ------------------------- |
| Albacete            | Albacete               | Carlos Belmonte           |
| Athletic Bilbao     | Bilbao                 | San Mamés                 |
| Atlético Madrid     | Madrid                 | Vicente Calderón          |
| FC Barcelona        | Barcelona              | Camp Nou                  |
| RC Celta de Vigo    | Vigo                   | Balaídos                  |
| Deportivo La Coruña | A Coruña               | Riazor                    |
| UE Lleida           | Lérida                 | Camp d'Esports            |
| CD Logroñés         | Logroño                | Las Gaunas                |
| CA Osasuna          | Pamplona               | El Sadar                  |
| Racing Santander    | Santander              | El Sardinero              |
| Rayo Vallecano      | Madrid                 | Vallecas Campo de Futebol |
| Real Madrid CF      | Madrid                 | Santiago Bernabéu         |
| Real Oviedo         | Oviedo                 | Carlos Tartiere           |
| Real Sociedad       | San Sebastián          | Anoeta                    |
| Sevilla FC          | Sevilla                | Ramón Sánchez Pizjuán     |
| Sporting de Gijón   | Gijón                  | El Molinón                |
| Tenerife            | Santa Cruz de Tenerife | Heliodoro López           |
| Valencia CF         | Valencia               | Mestalla                  |
| Valladolid CF       | Valladolid             | Nuevo José Zorrilla       |
| Zaragoza            | Zaragoza               | La Romareda               |

## Classificação
| Pos | Equipes             | Pts | J  | V  | E  | D  | GM | GS | SG  | Classificação ou rebaixamento               |
| --- | ------------------- | --- | -- | -- | -- | -- | -- | -- | --- | ------------------------------------------- |
| 1   | Barcelona           | 56  | 38 | 25 | 6  | 7  | 91 | 42 | +49 | Fase de grupos da Liga dos Campeões da UEFA |
| 2   | Deportivo La Coruña | 56  | 38 | 22 | 12 | 4  | 54 | 18 | +36 | Primeira eliminatória da Copa da UEFA       |
| 3   | Zaragoza            | 46  | 38 | 19 | 8  | 11 | 71 | 47 | +24 | Primeira eliminatória da Taça das Taças     |
| 4   | Real Madrid         | 45  | 38 | 19 | 7  | 12 | 61 | 50 | +11 | Primeira eliminatória da Copa da UEFA       |
| 5   | Athletic de Bilbao  | 43  | 38 | 16 | 11 | 11 | 61 | 47 | +14 | Primeira eliminatória da Copa da UEFA       |
| 6   | Sevilla FC          | 42  | 38 | 15 | 12 | 11 | 56 | 42 | +14 |                                             |
| 7   | Valencia CF         | 40  | 38 | 14 | 12 | 12 | 55 | 50 | +5  |                                             |
| 8   | Racing de Santander | 38  | 38 | 15 | 8  | 15 | 44 | 42 | +2  |                                             |
| 9   | Real Oviedo         | 37  | 38 | 12 | 13 | 13 | 43 | 49 | –6  |                                             |
| 10  | Tenerife            | 36  | 38 | 15 | 6  | 17 | 50 | 57 | –7  |                                             |
| 11  | Real Sociedad       | 36  | 38 | 12 | 12 | 14 | 39 | 47 | –8  |                                             |
| 12  | Atlético de Madrid  | 35  | 38 | 13 | 9  | 16 | 54 | 54 | 0   |                                             |
| 13  | Albacete            | 35  | 38 | 10 | 15 | 13 | 49 | 58 | –9  |                                             |
| 14  | Sporting de Gijón   | 35  | 38 | 15 | 5  | 18 | 42 | 57 | –15 |                                             |
| 15  | Celta de Vigo       | 33  | 38 | 11 | 11 | 16 | 41 | 51 | –10 |                                             |
| 16  | CD Logroñés         | 33  | 38 | 9  | 15 | 14 | 47 | 58 | –11 |                                             |
| 17  | Rayo Vallecano      | 31  | 38 | 9  | 13 | 16 | 40 | 58 | –18 | Play-off de Rebaixamento                    |
| 18  | Valladolid          | 30  | 38 | 8  | 14 | 16 | 28 | 51 | –23 | Play-off de Rebaixamento                    |
| 19  | UE Lleida           | 27  | 38 | 7  | 13 | 18 | 29 | 48 | –19 | Rebaixado para Segunda Divisão              |
| 20  | Osasuna             | 26  | 38 | 8  | 10 | 20 | 34 | 63 | –29 | Rebaixado para Segunda Divisão              |

### Play-offs de Rebaixamento
| Jogos de ida:  |     |               |
| Rayo Vallecano | 1–1 | SD Compostela |
| CD Toledo      | 1–0 | Valladolid    |

| Jogos de volta: |     |                |         |
| SD Compostela   | 0–0 | Rayo Vallecano | Agg:1–1 |
| Valladolid      | 4–0 | CD Toledo      | Agg:4–1 |
| Desempate:      |     |                |         |
| Em Oviedo       |     |                |         |
| Rayo Vallecano  | 1–3 | SD Compostela  |         |

## Desempenho
Clubes que lideraram o campeonato ao final de cada rodada:
| Rodadas | Rodadas | Rodadas | Rodadas | Rodadas | Rodadas | Rodadas | Rodadas | Rodadas | Rodadas | Rodadas | Rodadas | Rodadas | Rodadas | Rodadas | Rodadas | Rodadas | Rodadas | Rodadas | Rodadas | Rodadas | Rodadas | Rodadas | Rodadas | Rodadas | Rodadas | Rodadas | Rodadas | Rodadas | Rodadas | Rodadas | Rodadas | Rodadas | Rodadas | Rodadas | Rodadas | Rodadas | Rodadas |
| ------- | ------- | ------- | ------- | ------- | ------- | ------- | ------- | ------- | ------- | ------- | ------- | ------- | ------- | ------- | ------- | ------- | ------- | ------- | ------- | ------- | ------- | ------- | ------- | ------- | ------- | ------- | ------- | ------- | ------- | ------- | ------- | ------- | ------- | ------- | ------- | ------- | ------- |
| 1       | 2       | 3       | 4       | 5       | 6       | 7       | 8       | 9       | 10      | 11      | 12      | 13      | 14      | 15      | 16      | 17      | 18      | 19      | 20      | 21      | 22      | 23      | 24      | 25      | 26      | 27      | 28      | 29      | 30      | 31      | 32      | 33      | 34      | 35      | 36      | 37      | 38      |
| RMD     | ATH     | RCD     | VAL     | ATH     | FCB     | FCB     | FCB     | VAL     | SEV     | SEV     | SEV     | FCB     | RCD     | RCD     | RCD     | RCD     | RCD     | RCD     | RCD     | RCD     | RCD     | RCD     | RCD     | RCD     | RCD     | RCD     | RCD     | RCD     | RCD     | RCD     | RCD     | RCD     | RCD     | RCD     | RCD     | RCD     | FCB     |

## Estatísticas

### Artilheiros
| Pos. | Jogador           | Equipe              | Gols |
| ---- | ----------------- | ------------------- | ---- |
| 1    | Romário           | Barcelona           | 30   |
| 2    | Davor Šuker       | Sevilla             | 24   |
| 3    | Meho Kodro        | Real Sociedad       | 23   |
| 4    | Carlos            | Real Oviedo         | 20   |
| 5    | Julen Guerrero    | Athletic Bilbao     | 18   |
| 6    | Cuco Ziganda      | Athletic Bilbao     | 17   |
| 7    | Hugo Sánchez      | Rayo Vallecano      | 16   |
| 7    | Oleg Salenko      | Logroñés            | 16   |
| 7    | Bebeto            | Deportivo La Coruña | 16   |
| 7    | Hristo Stoichkov  | Barcelona           | 16   |
| 7    | Predrag Mijatović | Valencia            | 16   |

### Hat-tricks
| Jogador           | Para                | Contra             | Resultado | Data                    | Ref. |
| ----------------- | ------------------- | ------------------ | --------- | ----------------------- | ---- |
| Julen Guerrero    | Athletic Bilbao     | Albacete           | 4–1       | 5 de setembro de 1993   |      |
| Romário           | Barcelona           | Real Sociedad      | 3–0       | 5 de setembro de 1993   |      |
| Txiki Begiristain | Barcelona           | Zaragoza           | 4–1       | 26 de setembro de 1993  |      |
| Oleg Salenko      | Logroñés            | Athletic Bilbao    | 4–2       | 7 de outubro de 1993    |      |
| Romário           | Barcelona           | Atlético de Madrid | 3–4       | 30 de outubro de 1993   |      |
| Quique Setién     | Racing Santander    | Valladolid         | 5–1       | 28 de novembro de 1993  |      |
| Romário           | Barcelona           | Real Madrid        | 5–0       | 8 de janeiro de 1994    |      |
| Carlos            | Real Oviedo         | Rayo Vallecano     | 5–0       | 9 de janeiro de 1994    |      |
| Xavier Escaich4   | Sporting de Gijón   | Osasuna            | 7–1       | 16 de janeiro de 1994   |      |
| Romário           | Barcelona           | Osasuna            | 8–1       | 19 de janeiro de 1994   |      |
| Bebeto            | Deportivo La Coruña | Albacete           | 5–1       | 23 de fevereiro de 1994 |      |
| Nílson            | Albacete            | Real Oviedo        | 5–0       | 27 de fevereiro de 1994 |      |
| Romário           | Barcelona           | Atlético de Madrid | 5–3       | 12 de março de 1994     |      |
| Davor Šuker       | Sevilla             | Logroñés           | 4–1       | 26 de março de 1994     |      |
| Julen Guerrero4   | Athletic Bilbao     | Sporting de Gijón  | 7–0       | 3 de abril de 1994      |      |
| Dmitriy Popov     | Racing Santander    | Valladolid         | 3–0       | 6 de abril de 1994      |      |
| Fernando          | Valencia            | Albacete           | 4–0       | 10 de abril de 1994     |      |
| Luis García       | Atlético de Madrid  | Athletic Bilbao    | 4–2       | 17 de abril de 1994     |      |

4 Jogador marcou quatro gols.

## Prêmios

### Troféu Pichichi
O Pichichi é um prêmio entregue ao final de cada temporada da La Liga pelo jornal espanhol Marca ao artilheiro do campeonato.
| Pos. | Jogador        | Equipe          | GM | Jogos | Média |
| ---- | -------------- | --------------- | -- | ----- | ----- |
| 1º   | Romário        | Barcelona       | 30 | 33    | 0.91  |
| 2º   | Davor Šuker    | Sevilla         | 24 | 34    | 0.71  |
| 3º   | Meho Kodro     | Real Sociedad   | 23 | 34    | 0.68  |
| 4º   | Carlos         | Real Oviedo     | 20 | 34    | 0.59  |
| 5º   | Julen Guerrero | Athletic Bilbao | 18 | 36    | 0.5   |

### Troféu Zamora
O Troféu Zamora é um prêmio entregue ao final de cada temporada da La Liga pelo jornal espanhol Marca ao goleiro com menos gols sofridos no campeonato.
| Pos. | Jogador             | Equipe        | GC | Jogos | Média |
| ---- | ------------------- | ------------- | -- | ----- | ----- |
| 1º   | Francisco Liaño     | La Coruña     | 18 | 38    | 0.47  |
| 2º   | José María Ceballos | Racing        | 39 | 36    | 1.08  |
| 3º   | Andoni Zubizarreta  | Barcelona     | 37 | 33    | 1.12  |
| 4º   | Juan Carlos Unzué   | Sevilla       | 42 | 36    | 1.17  |
| 5º   | Alberto López       | Real Sociedad | 40 | 34    | 1.18  |

### Troféu EFE
O Troféu EFE é um prêmio entregue ao final de cada temporada da La Liga pela agência de notícias EFE ao jogador Ibero-americano com maior quantidade de pontos.
| Pos. | Jogador          | Equipe        | Pontos |
| ---- | ---------------- | ------------- | ------ |
| 1º   | Romário          | Barcelona     | 201    |
| 2º   | Donato           | La Coruña     | 195    |
| 3º   | Fernando Cáceres | Real Zaragoza | 194    |

### Prêmios Don Balón
- Melhor equipe:  Barcelona
- Melhor jogador espanhol:  Julen Guerrero (Athletic Club)
- Melhor jogador estrangeiro: Romário (Barcelona)
- Melhor assistente:  Fran (Deportivo de La Coruña)
- Melhor veterano: Juan Antonio Larrañaga (Real Sociedad)
- Jogador revelação: Sergi Barjuán (Barcelona)
- Melhor mundialista: José Luis Caminero (Atlético de Madrid)
- Melhor treinador: Víctor Fernández (Real Zaragoza)
- Melhor árbitro: Antonio Jesús López Nieto